# Langues au Koweït
La langue officielle du Koweït est l'arabe standard moderne, mais son utilisation quotidienne est limitée au journalisme et à l'éducation. L'arabe koweïtien (en) est la variante d'arabe parlée dans la vie de tous les jours. L'anglais est largement connu et souvent utilisé en tant que langue des affaires.